# Championnats d'Europe d'aviron 1906
Navigation
Édition précédente Édition suivante
Les championnats d'Europe d'aviron 1906, quatorzième édition des championnats d'Europe d'aviron, ont lieu en 1906 à Pallanza, en Italie.

## Médaillés
| Épreuves            | Or | Argent | Bronze |
| ------------------- | --- | --- | --- |
| Skiff               | France Gaston Delaplane | Italie Giovanni Brunialti | Belgique Theodore Conrades |
| Deux de couple      | Belgique Theodore Conrades Xavier Crombet | Italie Gianpietro Filippi Costante Scalero                                                                                             | Suisse Alfred Sydler Emmanuel de Trey |
| Deux avec barreur   | Italie Ercole Olgeni Scipione Del Giudice Giuseppe Mion (barreur) | Belgique Guillaume Visser Urbain Molmans Rodolphe Colpaert (barreur)                                                                   | [ note 1 ] |
| Quatre avec barreur | Belgique Guillaume Visser Polydore de Geyter Alphonse van Roy Urbain Molmans Rodolphe Colbaert (barreur)                                                               | Italie Giuseppe Sinigaglia Annibale Beretta Ettore Luciani Orlando Pontiggia T. Quadrio (barreur)                                      | France Georges Richard Caffet Ch. Rueguera R. Paul Raymond Celestin (barreur)                                                                  |
| Huit                | Belgique Rodolphe Poma Oscar de Somville Marcel Van Crombrugge Max Orban Rémy Orban François Vergucht Marcel Morimont Armand Larocque Raphael van der Waeren (barreur) | France Charles Delaporte Fabio Orlandini Gaston Delaplane Marcel Monniot Malcolm Brown Maurice Henon Charles Roquebert Marcel Frébourg | Italie Archimede de Gregori Alberto del Nunzio Giovanni Brunialti Alfredo Tuzi Armando Garroni Guido de Cupis Ettore Manzolini Giuseppe Aluffi |